# Jos van Immerseel
Jos van Immerseel (* 9. November 1945 in Antwerpen) ist ein belgischer Cembalist, Pianist und Dirigent.

## Leben
Jos van Immerseel studierte am Konservatorium Antwerpen Orgel, Klavier und Cembalo bei Flor Peeters, Eugène Traey und Kenneth Gilbert. Er gründete dort das Collegium Musicum, entwickelte ein großes Engagement für Renaissance- und Barockmusik und erweiterte konsequent sein klassisches und romantisches Repertoire.
Von 1972 an unterrichtete er am Konservatorium Antwerpen Generalbass und Cembalo. Seit 1982 leitet er internationale Meisterkurse an der Akademie des dortigen Vleeshuis-Museums, welches eine umfangreiche Sammlung an historischen Tasteninstrumenten besitzt. Auch leitete er Meisterklassen bei vielen internationalen Festivals. Er lehrte am Pariser Konservatorium und auch am Sweelinck Konservatorium Amsterdam, wo er 1981 zum künstlerischen Direktor ernannt wurde. Schüler war bei ihm unter anderem Leo van Doeselaar.
Der Gewinner vieler internationaler Wettbewerbe und vielfache Preisträger wird besonders für seine improvisatorischen Fähigkeiten gerühmt. Er spielt auch auf den Konzertreisen auf eigenen Instrumenten.
1987 gründete er das auf historischen Instrumenten spielende Ensemble Anima Eterna, welches sich auf Musik des späten 18. und des 19. Jahrhunderts spezialisiert hat. Als Dirigent, Mitglied von Kammermusikensembles, wie auch als Solist spielte er viele Aufnahmen ein.
Gemeinsam mit seiner derzeitigen Konzertmeisterin Midori Seiler legte er eine Einspielung der Mozart-Sonaten für Violine und Klavier am Fortepiano vor, die 2003 in Paris mit dem Diapason d’or de l’année ausgezeichnet wurde. 2010 erhielt van Immerseel den Bremer Musikfest-Preis.
Im März 2021 gab van Immerseel bekannt, dass er als Dirigent von Anima Eterna zurücktrete, aber weiterhin  dem Ensemble als Gastdirigent zur Verfügung stehen werde.